# 개소리에 대하여
개소리에 대하여(원제: On Bullshit)는 미국 철학자 해리 프랑크푸르트(Harry G. Frankfurt)에 쓰여진 2005년에 출판된 책이며, 원본은 1986년에 수필로 나왔다. 이 제목에 나온 '불시트, Bullshit(BS)'는 넌센스라는 의미의 비속어적 표현이다. 그는 이 용어의 의미가 소통의 문맥에서 거짓과 어떻게 구분되어 쓰이는 가를 연구하였다. 거짓말쟁이는 진리를 알지만 속이려고 하지만, 개소리를 말하는 자(Bullshitter)는 참과 거짓과는 상관 없이 아무말이나 지껄인다고 주장하였다. '개소리'로 번역한 것은 한국에 번역본이 출간되었을 때 한국어적 표현으로 사용된 것이나, 동일한 의미로 '아무말잔치', '엉터리' 등이 있다.

## 역사
처음 프랑크푸르트는 1986년 Raritan Quarterly Review 잡지에 '개소리에 대하여(On Bullshit)'라는 수필을 출간하였다. 19년 후인 2005년 이 수필은 같은 제목의 단행본으로 발간되었다. 일반 독자층 사이에서 인기를 끌었다. 책은 27주간 The New York Times Best Seller list에 올랐으며, TV쇼 The Daily Show With Jon Stewart에서도 이 책이 언급되었고, 출판사인 프린스턴대학교출판사(Princeton University Press)의 대표와의 인터뷰에서도 소개되었다. 이 책을 기반으로 2006년 프랑크푸르트는 『진실에 대하여(On Truth)』라는 책을 썼다.

## 번역본
2016년에 번역판으로 나온 출판사의 리뷰에서는 '개소리 현상'의 위험성을 지적하고 있다.

## 요약
프랑크푸르트는 철학자로서 분석철학(analytical philosophy)을 전공하였다. 개소리에 주목한 이유를 물었을 때 그는 다음과 같이 답하였다.
진실에 대한 존중과 관심은 문명사회를 위한 여러 기반들 속에 있다. 나는 오랜 시간 진실이 존중받지 못한 것을 목격하였고 혼란스러웠다. 개소리는 이러한 가치들의 기형 중 하나이다.
책에서 그는 자신의 우려를 다루고 '개소리쟁이(bullshitter)'와 거짓말쟁이(liar)를 구분한다. 프랑크푸르트는 개소리쟁이들이 더욱 음흉하여 서서히 함정에 빠트리는 존재라고 말한다. 이들은 거짓말쟁이보다 진실에 더 위협적이라는 것이다.

### 허풍과 개소리
프랑크푸르트는 맥스 블랙(Max Black)의 허풍(humbug) 개념을 설명하고 검토하는 작업을 소개하는 것으로 시작한다. 허풍에 대한 블랙의 수필은 비슷하다. 예를 사용하여 상대적 개념을 이해와 정의하고 설명하는데 주력한다. 그는 허풍은 개소리와 비슷하나 보다 존중할 만한 가치가 있는 것이라고 본다. 그는 허풍에 대한 블랙의 저서를 이용하여, 허풍에 대한 설명을 정의적 요소로 분해한다. '타인을 기만할 수 있는 잘못된 진술(deceptive misrepresentation)', '거짓이 없는(short of lying)', '타인의 사고, 감정, 태도에 대한 잘못된 진술(misrepresentation... of somebody's own thoughts, feelings, or attitudes)'이라고 요소를 나누었다. 분석을 통하여 프랑크푸르트는 허풍과 거짓(lying)의 구분을 할 수 있었다. 가장 큰 차이는 이들에게 동기를 부여하는 의도(intent)이다. 허풍 뒤에 가려진 의도는 잘못된 진술(misrepresentation)이지만, 거짓말 뒤에 놓인 의도는 보다 극단적이어서 진실을 가리는 것에 있다. 허풍을 거짓말에 비교하는 것은 개소리에 대한 첫 도입부에 해당한다. 허풍은 개소리와 밀접하게 연관되어 있지만 프랑크푸르트는 허풍으로는 개소리와 그 특성을 충분히 설명하지 못한다고 본다.

### 거짓말과 개소리
프랑크푸르트의 책은 거짓말과 개소리의 차이를 구분하고 논하는 데에 집중적으로 주목한다. 양자의 가장 큰 차이점은 의도와 기만(deception)이다. 거짓말을 하는 사람과 참말을 하는 사람은 모두 진실에 주목한다. 거짓말하는 사람은 사람들을 진실로부터 떨어뜨리려 하지만, 진실을 말하는 사람은 진실을 드러내려 한다. 개소리쟁이는 진실을 외면(disregard)하는 차원에서 거짓말쟁이와도 다르고 진실을 말하는 사람과도 다르다. 프랑크푸르트는 진실에 주목하지 않는다는 차원에서 개소리쟁이나 개소리를 하고 있는 사람을 어떻게 구분되는지 설명한다. 책에서 그는 겉치레(shit), 잡담(bull session), 헛소리(bull)를 정의한다. 이는 'bullshit'이라는 단어를 분해하여 각 요소를 검토하는 사전편찬식 방법으로 이뤄진다. 개소리의 요소들은 개소리의 전체적 의미를 아우르는 해당 용어들을 주목한다. 즉 '무용(useless)', '무의미(insignificance)', '비상식(nonsense)'이란 것이 그것이다.
다음에 프랑크푸르트는 말 전체(complete word), 함의(implications), 수용(acceptance)에 집중한다. 그는 가능하면 거짓말보다 개소리를 택하도록 권하는 아버지가 아이에게 하는 충고의 예시를 든다. 프랑크푸르트는 개소리와 거짓말 간의 영향력 수준 차이에 대하여 두가지 이유를 제시한다. 첫째, 거짓말쟁이는 행동 뒤에 의도를 가지고 있어서 의도적으로 기만하거나 해를 끼치는 걸로 본다. 둘째, 개소리하는 사람은 거짓말쟁이의 특성인 의도성이 없다. 개소리를 만들어 내는 것은 진실을 모른다는 것이다. 거짓말쟁이는 진실을 의도적으로 피하고, 개소리쟁이는 진실을 말하는 것일 수도 있거나 그렇게 하려는 의도는 없으면서 진실의 한 부분을 제공하고 있는 것일 수 있다. 프랑크푸르트는 개소리쟁이와 개소리에 대한 수용성의 증가는, 거짓말쟁이와 거짓말에 비해 사회에 끼치는 해악에 더 크다고 본다. 거짓말쟁이는 진실을 감추기 위하여 진실에 대하여 적극적으로 생각해야 하지만, 개소리쟁이는 진실 자체를 전혀 돌아보지 않기 때문이다. "진실에 있어 개소리는 거짓말보다 더 큰 적이다." 프랑크푸르트는 개소리가 더 잘 버틸 수 있는 만큼 그 해악은 더 크다고 본다.

### 개소리의 기원
프랑크푸르트는 개소리의 기원을 논의하는 것으로 책을 마무리한다. 그는 과거보다 현재 사회에 개소리가 더 만연해 있다고는 주장하지 않는다. 그는 모든 의사소통수단(communication)들이 개소리를 더 많이 보고 읽고 듣도록 하는 것이 점차 많아지고 있다고 본다. 그는 모든 문제에 대한 의견을 가지고 표현하도록 하는 사회적 기대는 필연적으로 더 많은 개소리를 낳는다고 보았다. 정치, 종교, 미술 등 주제에 있어 지식이 없어도, 대화 참여와 의견 제시에 대한 기대는 존재한다. 사실과 연구에 기반한 것이 아닌만큼, 이런 의견은 개소리일 가능성이 있다. 잘 알고 있거나 충분히 의견제시하는 것처럼 보이려는 욕구와 함께, 진실에 대한 외면을 통하여 의견은 동기부여가 된다. 프랑크푸르트는 개소리하는 것이 항상 의도적이지는 않다고 생각하지만, 궁극적으로는 진실에 대한 무지와 무관심으로 수행되는 것이라고 본다. 프랑크푸르트는 개소리로 인하여 진실이나 사실을 몰라도 된다는 풍조가 점차 수용되고 가능해진다는 점에서, 개소리가 늘어난다는 점은 위험하다고 본다.

## 같이 보기
- 개소리
- 해리 프랑크푸르트